# Caenotropus
Genre
Caenotropus est un genre de poissons téléostéens de la famille des Chilodontidae et de l'ordre des Characiformes.

## Liste d'espèces
Selon FishBase (16 juin 2015):
- Caenotropus labyrinthicus (Kner, 1858)
- Caenotropus maculosus (Eigenmann, 1912)
- Caenotropus mestomorgmatos Vari, Castro & Raredon, 1995
- Caenotropus schizodon Scharcansky & Lucena, 2007